# Liječnica (televizijska serija)
Liječnica (eng. Doc) je američka medicinska dramska televizijska serija koju je razvila Barbie Kligman, temeljena na talijanskoj televizijskoj seriji Doc – Nova prilika, koja se emitira na Rai 1 od 2020. godine.
Premijerno se prikazuje od 7. siječnja 2025. na Foxu, dok u Hrvatskoj se prikazuje od 16. siječnja na streaming platformi Max.

## Radnja
Dr. Amy Larsen, voditeljica interne medicine u fiktivnoj bolnici Westside u Minneapolisu, doživi traumatsku ozljedu mozga u prometnoj nesreći, zbog koje izgubi sjećanje na posljednjih osam godina svog života. Pokušava se ponovno uključiti u svoju medicinsku karijeru i izgraditi novi život nakon događaja kojih se ne može sjetiti, uključujući razvod od supruga i tragediju koja ju je natjerala da se udalji od drugih ljudi.

## Glumačka postava

### Glavni
- Molly Parker kao Dr. Amy Larsen
- Omar Metwally kao Dr. Michael Hamda
- Jon Ecker kao Dr. Jake Heller
- Amirah Vann kao Dr. Gina Walker
- Anya Banerjee kao Dr. Sonya Maitra

### Sporedni
- Scott Wolf kao Dr. Richard Miller
- Patrick Walker kao Dr. Theodore "TJ" Coleman

## Produkcija
Dana 16. veljače 2023., Fox je objavio da radi na adaptaciji serije Doc – Nova prilika (Doc – Nelle tue mani), koju su za talijanski kanal Rai 1 osmislili Francesco Arlanch i Viola Rispoli. Dana 3. travnja 2023. potvrđeno je da je adaptacija dobila zeleno svjetlo za cijelu sezonu. Ipak, premijera serije pomaknuta je na televizijsku sezonu 2024./2025. zbog kašnjenja u produkciji uzrokovanih štrajkovima u Hollywoodu tijekom 2023. godine. Produkcija je započela u ožujku 2024. u Torontu, Kanada.
Seriju razvija Barbie Kligman, koja će ujedno biti i izvršna producentica zajedno s Hankom Steinbergom i Erwinom Stoffom. Produkciju vodi nekoliko tvrtki, uključujući 3 Arts Entertainment, Fox Entertainment Studios i Sony Pictures Television.

## Vanjske poveznice
- Službena stranica
- Liječnica u internetskoj bazi filmova IMDb-a